# Barrière de Rochechouart
La barrière de Rochechouart est une porte d'octroi du mur des Fermiers généraux à Paris.

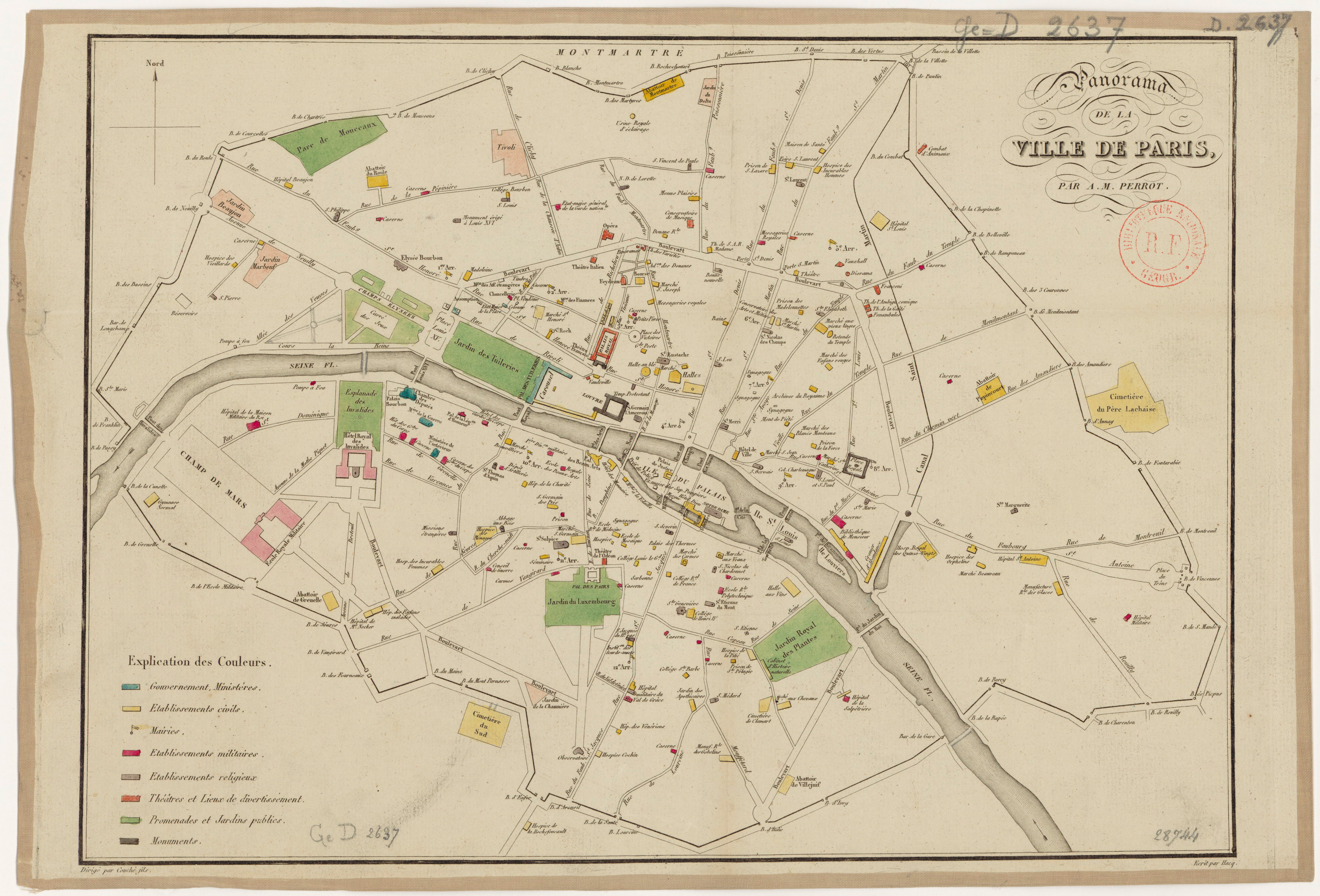
Le tracé du mur des Fermiers généraux.

## Situation
Construite en 1826 à l'extrémité de la rue de Rochechouart, la barrière de Rochechouart était située à 200 mètres de la barrière Poissonnière située à l'est et à 500 mètres de la barrière des Martyrs située à l'ouest.
Son chemin de ronde, le chemin de ronde Rochechouart était bordé par les murs de l'abattoir du quartier. Celui-ci, d'une longueur de 550 mètres débutait aux rue et barrière de Rochechouart et finissait aux rue et barrière des Martyrs et ne possédait aucun numéro.
Une ordonnance royale du 12 août 1846 fixe la largeur de cette voie publique à 11,69 mètres. Les propriétés riveraines étaient alignées, à l'exception de celle située à l'encoignure de la rue des Martyrs.

## Origine du nom
La barrière de Rochechouart porte le nom de Marguerite de Rochechouart de Montpipeau (1665-1727), abbesse de Montmartre.

## Historique
Jusqu'en 1790, les abords de la barrière confinaient un grand nombre de terrains vagues. « Le seul établissement qui y donnait un peu de vie était un quadrilatère entouré de cordes au centre duquel on voyait un jeu de tonneau et des tables pour les buveurs. » C'était l’embryon du cabaret Petit-Ramponneau qui fit la fortune de plusieurs de ses propriétaires.
Elle a également porté les noms de « barrière du Télégraphe », parce qu'on sortait par cette barrière pour parvenir au télégraphe optique de Chappe sur le clocher de l'église Saint-Pierre de Montmartre, et de « barrière de Clignancourt » en raison du voisinage du village de Clignancourt, dont l'existence est signalée par un écrit du XIIIe siècle où il est dit qu'un seigneur de Clignancourt tenait à Paris un terrain du seigneur de la Tour, de Senlis.
La barrière resta sans décoration jusqu'en 1826 et fut détruite en 1860.

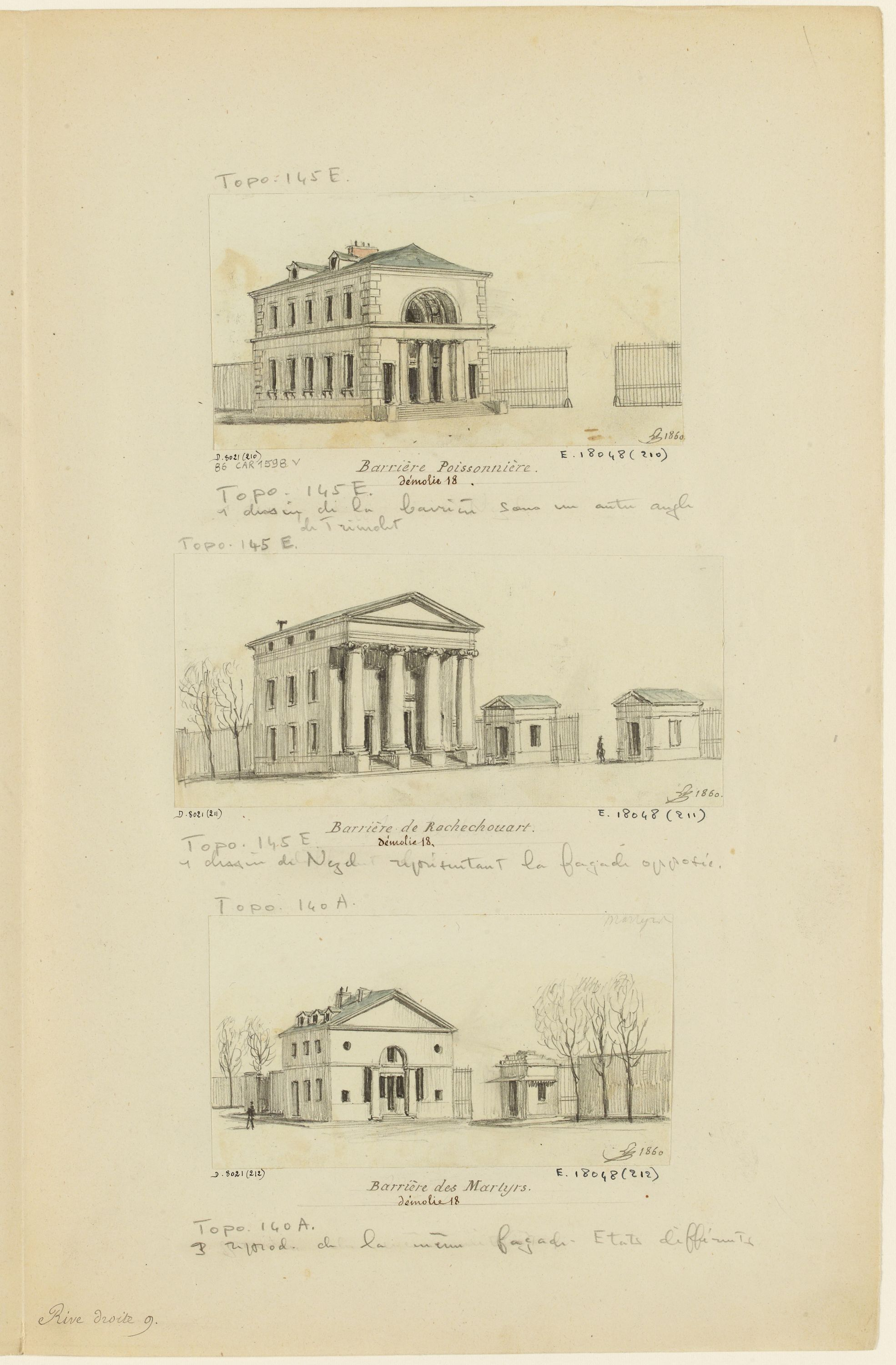
Barrière de Rochechouart en 1860